# Straight flight
Straight flight is een studioalbum van John Abercrombie. Het album werd in Hollywood opgenomen. Het was de start van de Jazzamerica 5000-serie, waarvan er uiteindelijk maar minder dan tien van verschenen. De musici van dit album waren dezelfde als van het vorige album Arcade en het volgende Abercrombie Quartet, die beide via ECM Records verschenen. Het was dus een kort uitstapje naar een ander in dit geval budgetplatenlabel. Richard Beirach uit het kwartet ontbrak.

## Musici
- John Abercrombie – gitaar
- George Mraz – basgitaar
- Peter Donald – slagwerk

## Muziek
| Nr. | Titel                            | Duur |
| --- | -------------------------------- | ---- |
| 1.  | In your sweet way (Dave Brubeck) | 7:01 |
| 2.  | My foolish heart (Victor Young)  | 7:20 |
| 3.  | Bessie’s blues (John Coltrane)   | 4:45 |

| Nr. | Titel                                                         | Duur |
| --- | ------------------------------------------------------------- | ---- |
| 1.  | No greater love (Isham Jones, Martyn Simes)                   | 6:42 |
| 2.  | Beautiful love (Egbert Van Alstyne, Victor Young, Wayne King) | 6;15 |
| 3.  | Nardis (Miles Davis)                                          | 6:44 |